# Sopho Nijaradze
Sopho Nijaradze (en géorgien : სოფო ნიჟარაძე) est une chanteuse géorgienne née à Tbilissi le 6 février 1985.
Elle a représenté la Géorgie au Concours Eurovision de la chanson en 2010 avec la chanson Shine et terminé 9e en finale.